# Ottomont
Ottomont est un hameau d’Andrimont, sur les hauteurs de la Vesdre, dans la province de Liège. Avec Andrimont il fait aujourd’hui partie de la commune de Dison, en Région wallonne de Belgique.    
Ottomont est situé au sud-ouest d’Andrimont à une altitude d’environ 230 mètres. Situé sur une élévation à la confluence de la Vesdre et d’un de ses affluents venant de Dison, le hameau domine la ville de Verviers à laquelle il est lié par son agglomération.

## Patrimoine
- Le château d'Ottomont est une grande villa du début du XXe siècle. Son parc est devenu parc municipal.
- l’église Sainte-Thérèse-de-l’Enfant-Jésus est un édifice religieux du XXe siècle.